# 770년대
770년대는 770년부터 779년까지를 가리킨다.